# Helictotrichon leianthum
Helictotrichon leianthum là một loài thực vật có hoa trong họ Hòa thảo. Loài này được (Keng) Ohwi mô tả khoa học đầu tiên năm 1941.